# Назидательный патруль (фильм)
«Назидательный патруль» (Gasht-e Ershad, фарси: گشت ارشاد) — иранская комедия 2012 года от режиссёра Саида Сахейли. Фильм изображает трёх работающих нищих представителей молодежи, которые притворяются сотрудниками шариатской полиции, дабы заработать денег.
В связи с поднятием острых для общества тем, фильм вскоре вызвал споры в Иране и был снят с проката. Ахмад Хатами назвал данный фильм «неприличным» и «аморальным» в своей речи на Джума-намазе в Тегеране. Возле министерства культуры и исламской ориентации протестовала Ansar-e Hezbollah, объявив, что фильм должен быть снят с экранов не менее, чем через 48 часов. Один из главных владельцев кинотеатров в стране, Центр Распространения Исламского Искусства, отказался показывать фильм во всех своих 62 кинотеатрах под предлогом «соблюдения своих обязанностей по защите нравственных устоев общества и государственной целостности», так как фильм «ставит под угрозу исламскую мораль и уважение к семье».
Хотя фильм был допущен к показу лишь в 15 кинотеатрах, открытие имело большой успех и на момент Новруза фильм был самым кассовым, перед последовавшим через месяц запретом. Превзойденный двумя другими работами, он стал третьим по охвату фильмом, показанным в Иране в 1391 году иранского календаря. В этом фильме играл сын режиссёра Саед Сохейли.